# Estado Qin
El estado Qin (en chino: 秦國, Wade-Giles: Ch'in kuo, pinyin: Qín guó) fue un estado en el noroeste de China que se extendió durante el periodo de Primaveras y Otoños y los Reinos Combatientes de la historia antigua. Surgió como una de las superpotencias dominantes de los siete estados combatientes por el siglo III a. C. y unificó a China bajo su mandato en el año 221 a. C., después de lo cual se le conoció como la dinastía Qin.

## Historia
De acuerdo con las Memorias históricas de Sima Qian, el estado Qín tiene sus orígenes en Zhuanxu, un monarca de la mitología de la antigua China, uno de los cinco emperadores y nieto del Emperador amarillo. Dafei, un antepasado del clan real de Qín ayudó a Yu el Grande en la educación de las personas en las técnicas de control de inundaciones, y se le otorgó el nombre de la familia de "Yíng" (chino: 嬴, Wade-Giles: Ying, pinyin: Yíng) por el Emperador Shun.
Durante las dinastías Xia y Shang, el clan de Yíng se divide en dos:
- El lado occidental, que estaba en Quanqiu (犬 丘), cerca de la actual Tianshui.
- El lado oriental, que estaba al este del río Amarillo y son los antepasados de los gobernantes del Estado Zhao.[1][2]

El lado occidental de Yíng fue ennoblecido por primera vez en el comienzo de siglo IX a. C. Feizi de Qin sirvió al rey Xiao de Zhou como entrenador y criador de caballos y fue recompensado por sus esfuerzos con un feudo en Quanqiu (actual Tianshui, provincia de Gansu) y un matrimonio con una princesa. El territorio de Feizi fue nombrado "Qín", y estaba rodeado por terrenos pertenecientes a la etnia Rong. Según la cronología tradicional china, la fundación de Qin ocurrió en el año 897 a. C. Qín fue atacada con frecuencia por la etnia Rong en el resto de siglo por las malas relaciones entre los Rong y la dinastía Zhou.
En el año 771 a. C. marqués de Shen, un soberano del estado Shen formó una alianza con el Estado Zeng y los nómadas Quanrong atacaron y conquistaron a Zhou del Oeste su capital, Haojing (鎬京), cerca de la actual Xi'an). Xiang de Qín llevó sus tropas para escoltar al hijo del rey Ping de Zhou al este, a Luoyang, donde se estableció la nueva capital de la dinastía Zhou del Este. 
En reconocimiento de los esfuerzos de Xiang, el rey Ping lo ascendió al rango de Bo (伯), equivalente a monarca, el tercer rango de la nobleza y prometió que todos las ex-tierras de Zhou que fueron tomadas por la gente Rong pasaría a formar parte de los territorios de Qín.

### Ascenso durante el Período de Primaveras y Otoños
La interacción de Qin con otros estados feudales del este y centro de China fue mínima durante todo el período de Primaveras y Otoños (722-481 a. C.), excepto con su estado vecino de Jin. Qin mantuvo buenas relaciones diplomáticas con Jin, y también hubo matrimonios entre miembros de los clanes reales de ambos estados, pero las relaciones entre ambos lados se fueron deteriorando hasta el punto de conflicto armado. Durante el mandato del duque Mu de Qin, el estado Jin fue fuerte bajo el liderazgo del duque Xiang. Sin embargo, después de su muerte Jin se sumergió en un estado de conflicto interno con los hijos del duque Xian luchando por la sucesión. Uno de ellos ganó y se convirtió en el duque Hui de Jin pero el estado Jin, fue golpeado por el hambre y no mucho más tarde el duque Hui pidió ayuda al estado Qin. El duque Mu de Qin envió suministros de ayuda alimentaria y equipos agrícolas a Jin. Sin embargo, Qin fue golpeado por el hambre más tarde y para entonces, Jin se recuperó y volvió a atacar a Qin. Qin y Jin quedaron ocupados en varias batallas durante los siguientes años.
Durante las batallas con Jin, el duque Mu de Qin oyó que uno de los hijos del duque Xiang de Jin, Chong'er, estaba exiliado en el estado Chu. Después de consultar a sus súbditos, el duque Mu envió un emisario a Chu para invitar a Chong'er a Jin, entonces Qin le ayudó a convertirse en el nuevo gobernante de Jin, con el título de duque Wen, por lo cual, con el tiempo las relaciones entre Qin y Jin fueron mejorando. En 641 a. C. conquistó el pequeño Estado Rui.
Qin aprovechó la calma con el frente oriental, para lanzar campañas militares contra las tribus minoritarias en el oeste. En 627 a. C., el duque Mu de Qin planeó un ataque secreto al estado Zheng, pero el ejército de Qin se retiró después de haber sido engañado en la creencia de que Zheng estaba preparado para dicha invasión.
Por aquel entonces, el duque Wen de Jin había muerto y su sucesor el duque Xiang ordenó a sus tropas tender una emboscada a la retirada del ejército de Qin. Las fuerzas de Qin fueron derrotadas en emboscada en la batalla de Yao (淆) (en la hoy ciudad Luoyang) mientras por Jin sufrieron muchas bajas. Tres años más tarde, Qin atacó a Jin en venganza y anotó una gran victoria.
El duque Mu se negó a avanzar más hacia el este en memoria por los caídos de la batalla de Yao, y se centró a expandir las fronteras del oeste. Los logros alcanzados en batallas convirtieron al estado de Qin en una superpotencia del período de Primaveras y Otoños.

### Declive a principios de los reinos combatientes
A principios de los Reinos Combatientes, sus vecinos en el este y centro de China comenzaron un rápido desarrollo, mientras que Qin estaba todavía en un estado de subdesarrollo y decadencia. La población de Qin estaba compuesta por una gran proporción de pueblos chinizados seminómadas, posibles descendientes de los Rong. Esto podría ser una de las principales causas de malestar y discriminación de diferentes estados hacia Qin. El estado Wei, formado a partir de la división de Jin, se convirtió en el estado más poderoso en la frontera oriental de Qin. Qin estaba protegido con defensas naturales. Entre los años 413 y 409 a. C. durante el reinado del duque Jian de Qin, el ejército de Wei, liderado por el militar Wuqi, con el apoyo de los estados Zhao y Han, atacó a Qin y conquistó nuevos territorios al oeste del río Amarillo.

### Reformas

Qin antes de la conquista de Sichuan,, en el Período de las Primaveras y los Otoños.

A pesar de sufrir pérdidas en las batallas con estados rivales como Wei, los gobernantes de Qin ajustaron las reformas a los sistemas jurídicos, económicos y sociales. Cuando el duque Xiao llegó al trono de Qin, emitió un anuncio, convocando a los hombres de talento (incluyendo académicos, administradores, teóricos, y militares) de otros estados para entrar a Qin y ayudarle con sus reformas, prometiendo recompensas de altos cargos y de tierras a cambio. 
Entre esos talentos extranjeros, Wei Yang (más tarde renombrado como Shang Yang) realizó con éxito una serie de reformas en Qin, con el apoyo del duque Xiao, a pesar de enfrentar una fuerte oposición de varios políticos Qin. El sistema de la aristocracia fue abolido, a todos los esclavos se les concedieron los derechos de ciudadanía. La gente se vio obligada a reasentarse en nuevos pueblos, donde debían centrarse en aumentar la producción agrícola. La meritocracia se practicaba en el ejército, con soldados y oficiales recibiendo recompensas de acuerdo con sus contribuciones, independientemente de sus antecedentes. Sin embargo, las leyes duras y estrictas fueron impuestas con castigos incluso a nobles y reyes. Después de décadas, con las reformas se vio fortalecido económica y militarmente y lo transformó en un Estado altamente centralizado con un sistema administrativo eficiente. Tras la muerte de duque Xiao, el rey Huiwen se convirtió en el nuevo gobernante de Qin y condenó a Shang Yang a muerte por cargos de traición, pero algunos creían que el rey guardaba un rencor personal contra Shang. En el siglo III a. C. después de las reformas surgió como una de las superpotencias dominantes de los siete reinos combatientes.

### Efectos de las reformas
El poder de Qin continuó creciendo en el siglo siguiente, después de la reforma Shang Yang, debido al éxito de la laboriosidad de su gente. Los reyes de Qin autorizaron muchos proyectos de desarrollo del estado, incluyendo grandes obras públicas como canales de riego y estructuras defensivas. Uno de los resultados más evidentes de las reformas fue el cambio en el ejército de Qin. Previamente, el ejército estaba bajo el control de los nobles de Qin y compuesto por los gravámenes feudales. Después de las reformas Shang Yang, el sistema de la aristocracia fue abolido y reemplazado por uno basado en la meritocracia, en la que los ciudadanos tenían iguales oportunidades que los nobles para ser promovido al rango alto. Además, la disciplina militar se impuso con fuerza y las tropas fueron entrenadas para adaptarse mejor a las situaciones de combate diferentes. La fuerza militar de Qin aumentado en gran medida con el pleno apoyo del Estado. En el 318 a. C., los estados de Wei, Zhao, Han, Yan y Chu formaron una alianza y atacaron a Qin, pero no lograron avanzar mucho, y fueron derrotados por las fuerzas de contraataque de Qin. La alianza se derrumbó debido a la desconfianza y la sospecha y la falta de coordinación entre los cinco estados.
Aparte de los efectos de militar de Qin, se incrementó el trabajo de numerosos proyectos de obras públicas destinado a impulsar la agricultura, y hecho posible que los Qin y la oferta para mantener una fuerza militar activa de más de un millón de soldados. Esta hazaña no se pudo realizar por cualquier otro estado, con excepción de Chu, durante ese tiempo. Qin conquista los estados del sur de Ba y Shu, en la actual provincia de Sichuan, también proporcionó Qin con grandes ventajas estratégicas. Las tierras en los nuevos territorios eran muy fértiles, y ayudó a servir como un "patio trasero" de los suministros y mano de obra adicional. Era difícil para los rivales de Qin atacar ya que los territorios se encuentran en las montañas aguas arriba del río Yangtse.

### Guerras
Durante el reinado del rey Huiwen de Qin, el estado de Chu, al sureste de Qin, se convirtió en blanco de la agresión de Qin. A pesar de que Chu tenía el ejército más grande, de más de un millón de soldados, su fuerza administrativa y militar estuvo plagada de corrupción y dividido entre los nobles.
Zhang Yi, un estratega de Qin, sugirió al rey ejercer expandirse a costa de Chu. En los años siguientes, Zhang diseño y ejecutó una serie de parcelas diplomáticas contra Chu, con el apoyo de las constantes incursiones militares en la frontera noroeste de Chu. Chu sufrió muchas derrotas en las batallas contra Qin y se vio obligado a cederle territorios. El rey de Chu estaba furioso y ordenó una campaña militar contra Qin, pero fue engañado por Zhang Yi en romper relaciones diplomáticas con sus aliados, en respuesta los aliados se unieron a Qin y les infligieron una derrota aplastante a Chu. En 299 a. C. el rey fue engañado para asistir a una conferencia diplomática en Qin, donde fue capturado y mantenido como rehén hasta su muerte. Mientras tanto, Qin estaba lanzando varios ataques contra Chu y, finalmente, saqueó la ciudad capital Chen (陳), hoy en día Jiangling, provincia de Hubei). El príncipe heredero de Chu huyó hacia el este y fue coronado rey de Chu en la nueva capital de Shouchun (壽春) hoy provincia de Anhui.En las próximas cinco décadas después de la muerte del rey Huiwen, el rey de Qin, Zhaoxiang cambió su atención hacia el norte de China.
Luego de muchos años, el asesor del rey aconsejó a abandonar las campañas infructuosas en contra de estados distantes. El rey siguió el consejo y cambio la política exterior de Qin a la adopción de buenas relaciones diplomáticas con estados distantes, mientras se concentraba en atacar a los estados vecinos (Zhao, Han y Wei). Como consecuencia de ello, Qin comenzó a lanzar ataques constantes a Han y Wei en las próximas décadas, la conquista de varios territorios en sus campañas. Para entonces, los territorios de Qin se había ampliado a más allá de la orilla oriental del río Amarillo y Han y Wei fueron reducidos a la condición de Estado colchón de Qin para los otros estados en el este.
A partir de 265 a. C., Qin lanzó una invasión masiva al Estado Han y Han se vio obligado a ceder su territorio de Shangdang (上 黨, en la actual provincia de Shanxi). Sin embargo, Han ofreció Shangdang al estado Zhao y en su lugar, se llevó conflicto entre Qin y Zhao para el control de Shangdang. Qin y Zhao se ocuparon en una larga batalla de tres años en la llamada batalla de Changping, seguido de otro sitio de tres años por Qin en la ciudad capital de Zhao, Handan. El conflicto en Changping se consideró como una lucha de poder, ya que ambas partes eran fuertes, no sólo en el campo de batalla, sino también en el contexto nacional. Después de la victoria de Qin en la batalla de Changping, el comandante de Qin ordenó que los 400 000 prisioneros de guerra de Zhao fueran ejecutados, enterrados vivos. Posteriormente, las fuerzas de Qin marcharon a la ciudad capital de Handan de Zhao en un intento por conquistar a Zhao por completo. Sin embargo, las tropas de Qin fueron incapaces de capturarar Handan, ya que, se habían agotado y también porque las fuerzas de Zhao ofrecieron una resistencia feroz. El rey de Zhao ofreció seis ciudades a Qin como una oferta de paz y el rey aceptó la oferta después de ser persuadido por Fan Sui. Dentro de Zhao, muchos funcionarios se opusieron firmemente a la decisión causando el asedio a Handan que se prolongó hasta el 258 a. C. En 257 a. C., Qin todavía no era capaz de penetrar en Handan después de sitiar durante tres años, y Zhao pidió la ayuda de los vecinos estados de Wei y Chu.Wei dio señas de ayudar a Qin inicialmente, pero lanzó un ataque contra Qin después de ver que ya estaba exhausto después de años de guerra. Las fuerzas de Qin se desmoronaron, y se retiraron, entregando Anping Zheng. Las fuerzas combinadas de Wei y Chu continuaron persiguiendo al del ejército de Qin, y Wei logró recuperar parte de sus tierras originales, que habían perdido contra Qin.

### Proyectos
En la mitad del siglo tercero antes de Cristo, Zheng Guo, un ingeniero hidráulico del estado Han, fue enviado a Qin para asesorar al rey de Qin en la construcción de canales de riego. Qin tenía una inclinación para la construcción de grandes canales, como se desprende de su sistema de riego del río Min. El rey aprobó la idea de la construcción de un canal aún más grande. El proyecto se completó en el 264 a. C. y el canal lleva el nombre de Zheng. Qin se benefició del proyecto, ya que se convirtió en uno de los estados más fértiles de China debido al novedoso sistema de riego, y también porque ahora podría reunir más tropas como consecuencia del aumento de la producción agrícola.

### Unificación de China
Las guerras de unificación fueron una serie de campañas militares sucedidas a finales del siglo III a. C. entre el Estado de Qin y sus rivales, Han, Zhao, Yan, Wei, Chu y Qi. Para el año 221 a. C. el territorio chino se hallaba unificado y se lanzó una campaña de conquista al sur del río Yangtze. Estas campañas fueron el fin del período de los Reinos Combatientes y el inicio de la dinastía Qin.

## Gobernantes
| Nombre póstumo               | Nombre póstumo | Nombre propio | Nombre propio | Reinado |
| ---------------------------- | -------------- | ------------- | ------------- | ------- |
| Ying de Qin (Qin Ying)       | 秦嬴           | Ying Feizi    | 嬴非子        | 897–858 |
| Marqués de Qin (Qin Hou)     | 秦侯           |               |               | 857–848 |
| Gongbo                       | 公伯           |               |               | 847–845 |
| Zhong de Qin (Qin Zhong)     | 秦仲           |               |               | 845–822 |
| Duque Zhuang                 | 莊公           | Ying Ye       | 嬴也          | 822–778 |
| Duque Xiang                  | 襄公           |               |               | 778–766 |
| Duque Wen                    | 文公           |               |               | 766–716 |
| Duque Jing                   | 靜公           |               |               | 716     |
| Duque Xian                   | 憲公           |               |               | 715–704 |
| Chuzi (I) de Qin             | 秦出子         |               |               | 704–698 |
| Duque Wu                     | 武公           |               |               | 698–678 |
| Duque De                     | 德公           |               |               | 678–676 |
| Duque Xuan                   | 宣公           |               |               | 676–664 |
| Duque Cheng                  | 成公           |               |               | 664–660 |
| Duque Mu                     | 穆公           | Ying Renhao   | 嬴任好        | 660–621 |
| Duque Kang                   | 康公           | Ying Ying     | 嬴罃          | 621–609 |
| Duque Gong                   | 共公           | Ying Dao      | 嬴稻          | 609–604 |
| Duque Huan                   | 桓公           | Ying Rong     | 嬴榮          | 604–577 |
| Duque Jing                   | 景公           | Ying Hou      | 嬴後          | 577–537 |
| Duque Ai                     | 哀公           |               |               | 537–501 |
| Duque Yi                     | 夷公           |               |               | 501–500 |
| Duque Hui I                  | 惠公           |               |               | 500–491 |
| Duque Dao                    | 悼公           |               |               | 491–477 |
| Duque Li                     | 厲公           | Ying Ci       | 嬴刺          | 477–443 |
| Duque Zao                    | 躁公           |               |               | 443–429 |
| Duque Huai                   | 懷公           |               |               | 429–425 |
| Duque Ling                   | 靈公           | Ying Su       | 嬴肅          | 425–415 |
| Duque Jian                   | 簡公           | Ying Daozi    | 嬴悼子        | 415–400 |
| Duque Hui II                 | 惠公           |               |               | 400–387 |
| Duque Chuzi (II)             | 出公           |               |               | 387–385 |
| Duque Xian                   | 獻公           | Ying Shiti    | 嬴師隰        | 385–362 |
| Duque Xiao                   | 孝公           | Ying Quliang  | 嬴渠梁        | 362–338 |
| Rey Huiwen                   | 文王           | Ying Si       | 嬴駟          | 338–311 |
| Rey Wu                       | 武王           | Ying Dang     | 嬴蕩          | 311–307 |
| Rey Zhaoxiang                | 昭襄王         | Ying Ze       | 嬴则          | 307–251 |
| Rey Xiaowen                  | 孝文王         | Ying Zhu      | 嬴柱          | 251–250 |
| Rey Zhuangxiang              | 莊襄王         | Ying Yiren    | 嬴異人        | 250–247 |
| Primer Emperador (Shi Huang) | 始皇帝         | Ying Zheng    | 嬴政          | 247–221 |